# The Straits Times
The Straits Times este un cotidian de format mare în limba engleză care apare în Singapore și este deținut în prezent de Singapore Press Holdings (SPH). El este cel mai vândut ziar din acea țară, cu o ediție de duminică intitulată Sunday Times ce are un tiraj de aproape 365.800 de exemplare.
Fondat inițial la 15 iulie 1845 ca The Straits Times and Singapore Journal of Commerce, în primele zile ale dominației coloniale britanice, el  poate fi considerat succesorul altor diverse ziare ale vremii, cum ar fi Singapore Chronicle. După ce Singapore a devenit independent de Malaezia pe 9 august 1965, ziarul s-a axat mai mult pe știrile de pe insulă, fiind înființat ziarulNew Straits Times pentru cititorii din Malaezia.
Există ediții speciale pentru Myanmar și Brunei, cu tiraje de 5.000 și respectiv 2.500 de exemplare.
SPH publică, de asemenea, alte două cotidiene în limba engleză: ziarul de format mare The Business Times și tabloidul The New Paper. The Straits Times este membru al Asia News Network.

## Istoric
The Straits Times a fost fondat de armeanul Catchick Moses. Martyrose Apcar, prietenul lui Moses, intenționase să fondeze un ziar local, dar a avut dificultăți financiare. Pentru a îndeplini visul prietenului său, Moses a preluat și a numit Robert Carr Pădure ca editor. Pe 15 iulie 1845, The Straits Times a fost lansat ca un săptămânal cu opt pagini, tipărit cu o presă manuală într-o clădire de pe 7 Commercial Square. Taxa de abonament era de 1,75 dolari singaporezi pe lună. În septembrie 1846, el a vândut ziarul lui Robert Woods din cauza lipsei de profitabilitate a activității.
Pe 20 februarie 1942, la cinci zile după ce britanicii s-au predat japonezilor, The Straits Times a devenit cunoscut ca The Shonan Times și The Syonan Shimbun. Această schimbare de nume a durat până în 5 septembrie 1945, când Singapore a revenit sub administrația britanică.:240
În perioada de început a autoguvernării coloniei Singapore, ziarul a avut o relație dificilă cu unii politicieni, inclusiv cu conducătorii Partidului Acțiunea Poporului. Redactorii au fost avertizați că orice reportaj care poate amenința unirea între Federația Malaysia și Singapore poate duce la urmărirea penală și că pot fi reținuți fără proces potrivit prevderilor Legii pentru menținerea siguranței publice.